# Culture de l'Angola
 (décembre 2007).
Améliorez-le ou discutez des points à vérifier. 

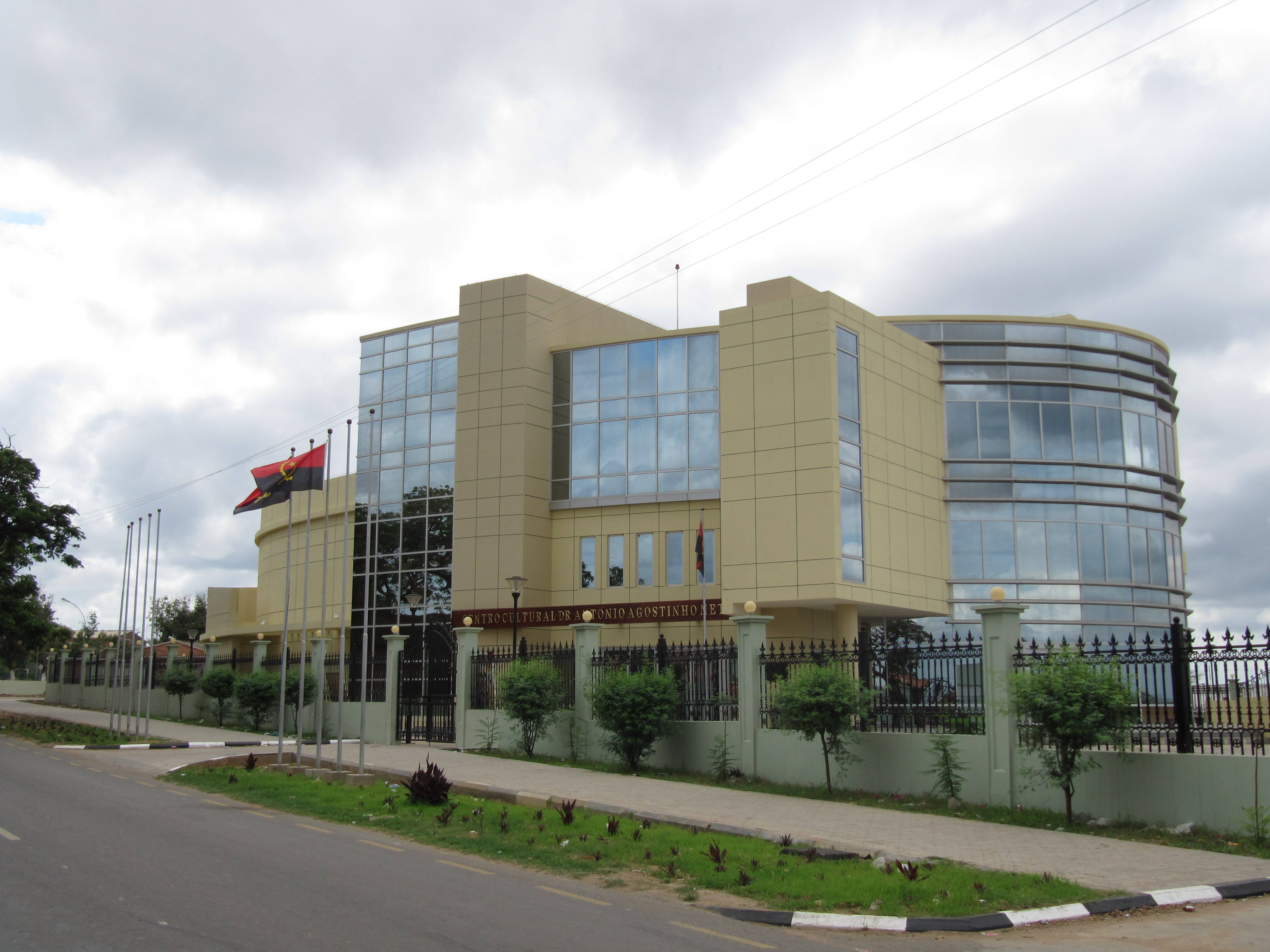
Centre culturel Agostinho Neto à Catete, dans la province de Bengo

La culture de l'Angola, pays d'Afrique australe, désigne d'abord les pratiques culturelles observables de ses 27 000 000 d'habitants (en 2017).

## Langues et peuples

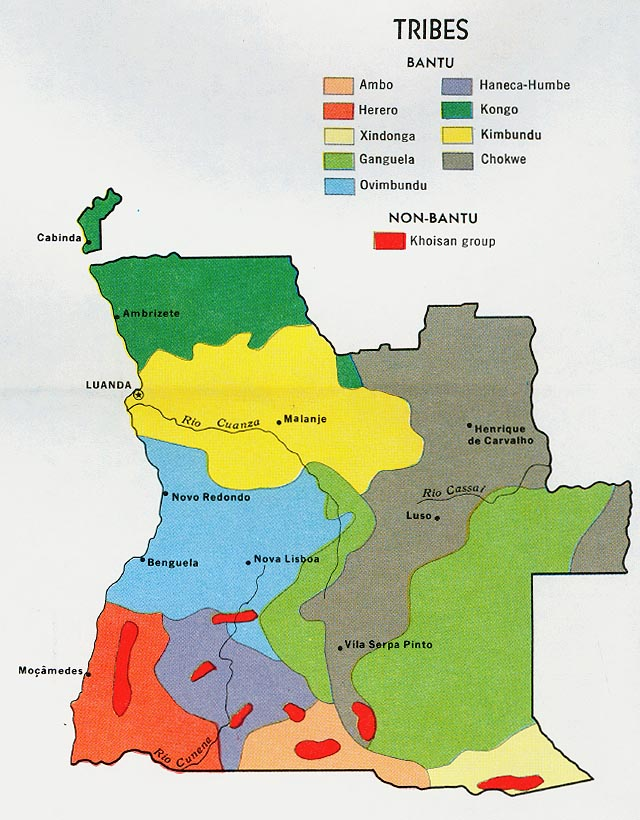
Carte des peuples de l'Angola

L'article Langues en Angola synthétise les informations nécessaires sur les langues d'Angola.
À côté du portugais (71 %) officiel, et avec des spécificités (portugais d'Angola (pt)), une centaine de langues sont parlées en Angola, principalement des langues bantoues, mais également des langues khoïsan. Les langues africaines les plus répandues sont l'umbundu (23 %), le kikongo (8-9 %) et le kimbundu (8 %), langues des ethnies dominantes.
Les groupes ethniques en Angola les plus importants en nombre sont :
- Ovimbundu, Kongo, Mbundu, Tchokwé, Nyaneka, Ngangela…

## Traditions

### Religions
- Religions traditionnelles africaines, Animisme, Fétichisme, Esprit tutélaire, Mythologies africaines
- Religion en Afrique, Anthropologie de la religon
- Christianisme en Afrique, Islam en Afrique, Islam radical en Afrique noire
- Religion en Angola, Religions d'Angola
- Christianisme (70-75 %) (95 % selon certains, en cumul de pratiques)
  - Catholicisme (45-50 %), Église catholique en Angola (en)
  - Protestantisme (20-25 %), dont Évangélisme (dont Tokoïsme), Anglicanisme, Méthodisme, Adventisme (dont José Julino Kalupeteka)
  - Église de Jésus-Christ des saints des derniers jours (1 046 adeptes déclarés en 2012)…
  - Église kimbanguiste, Église universelle du Royaume de Dieu
- Religions très minoritaires
  - Islam en Angola (0,5 %) (<90 000 pratiquants déclarés)
  - Bahaïsme, Bahaïsme en Angola (en) (2 000 en 2005)
  - Hindouisme
  - Judaïsme, Histoire des Juifs en Angola (en), Maison Chabad, Arcadi Gaydamak
- Religions traditionnelles africaines (5-15 %)
- Liberté de religion en Angola (en)

### Symboles
- Armoiries de l'Angola
- Drapeau de l'Angola
- Hymne national : Angola Avante
- Devise nationale : Virtus Unita Fortior (latin), l'union fait la force
- Animal national : Hippotrague noir

### Pratiques
Les pratiques sociales, rituels et événements festifs relèvent (pour partie) du patrimoine culturel immatériel de l'humanité.
- Angolanidade (en), identité nationale angolaise

### Fêtes
- Jours fériés en Angola (en)

| Date         | Nom français                                      | Nom local                                    | Remarques                                                              |
| ------------ | ------------------------------------------------- | -------------------------------------------- | ---------------------------------------------------------------------- |
| 1er janvier  | Nouvel An                                         | Ano Novo                                     |                                                                        |
| 4 janvier    | Jours des martyrs de la répression coloniale      | Dia dos mártires da repressão colonial       |                                                                        |
| 25 janvier   | Jour de Luanda                                    | Dia de Luanda                                | Seulement à Luanda                                                     |
| 4 février    | Début de la lutte armée                           | Início da luta armada                        |                                                                        |
| 8 mars       | Jour de la Femme                                  | Dia da Mulher                                |                                                                        |
| 27 mars      | Fête de la Victoire                               | Festa da Vitória                             |                                                                        |
| 4 avril      | Jour de la paix et de la réconciliation nationale | Dia da Paz e da Reconciliação Nacional       |                                                                        |
|              | Vendredi saint                                    | Sexta-feira Santa                            |                                                                        |
| 1er mai      | Fête du Travail                                   | Dia do Trabalho                              |                                                                        |
| 25 mai       | Fête de l'Afrique                                 | Dia de África                                | Le jour de la fondation en 1963 de l'Organisation de l'unité africaine |
| 1er juin     | Fête des Enfants                                  | Dia das Crianças                             |                                                                        |
| 17 septembre | Anniversaire du Président Neto                    | Aniversário do nascimento do Presidente Neto | Agostinho Neto est le fondateur de la république d'Angola              |
| 2 novembre   | Jour des Morts                                    | Festa de Finados                             |                                                                        |
| 11 novembre  | Fête de l'Indépendance                            | Dia da Independência                         | Fête Nationale                                                         |
| 25 décembre  | Noël                                              | Natal                                        |                                                                        |

Lorsqu'un jour férié tombe un dimanche, le lundi suivant est chômé. (Ce système était d'usage jusqu'à l'arrivée du président João Lourenço au pouvoir. Depuis lors, quand un férié tombe le dimanche, il ne se reporte plus pour le prochain lundi.)

## Vie sociale

### Famille
- Mutilations génitales féminines
- Droits LGBT en Angola

### Société
- Angolanidade (en) (angolanidé/angolanité)
- Palabre, Arbre à palabres
- Liste d'Angolais (en)

#### Historique
Avant l'arrivée des Européens, les groupes humains vivent de manière traditionnelle. La propriété privée n'existe pas, le capital (agricole, minier) est entre les mains de la tribu. Lors d'une guerre, la tribu prend possession des captifs. Un esclave qui s'enfuit peut être recueilli par une autre chefferie, mais il est à leur merci. L'homme seul, sans clan, sans tribu, n'est rien. Les gens habitent dans des huttes.
Lors de la colonisation au XIXe siècle, les Portugais construisent les premières villes et aménagent de belles résidences en dur, réservées aux colons blancs. Les villes comprennent une « cité européenne » et une « cité indigène ». Les disparités entre quartiers dans les villes sont encore visibles aujourd'hui.
Les Portugais ont construit quelques écoles, mais c'est surtout pendant la guerre d'indépendance (1961) que s'accélère l'occidentalisation (taux de scolarisation passant de 4 % à 15 %), et l'indépendance renforce encore ce phénomène. Dans un des pays les plus pauvres du monde, nombreux sont encore les paysans et les femmes qui marchent pieds et seins nus, même à Luanda, tandis que les nouveaux riches qui ont hérité le pouvoir des colons font des études universitaires et suivent de plus en plus la mode brésilienne (radio, télévision, vêtement).
Comme dans beaucoup de pays du tiers-monde, les hommes travaillent (à l'extérieur) et les femmes s'occupent uniquement du foyer et de l'éducation des enfants. Les filles vont rarement à l'école. Les gens ont des familles nombreuses. Néanmoins les sociétés ont été brisées par la guerre civile, nombreux sont les orphelins, les blessés graves ou les ex-enfants soldats. Le système de formation est médiocre et repose sur l'aide internationale.
Depuis l'indépendance, le Mouvement populaire pour la libération de l Angola (MPLA) conserve le pouvoir politique, et certains membres de l'élite ont fait main basse sur l économie du pays. L'ethnie au pouvoir est composée à une large majorité d'Umbundu, d'une infime minorité de métis, et de quelques Bakongo.

### Éducation
- Système éducatif en Angola
- Liste d'établissements universitaires en Angola (en)

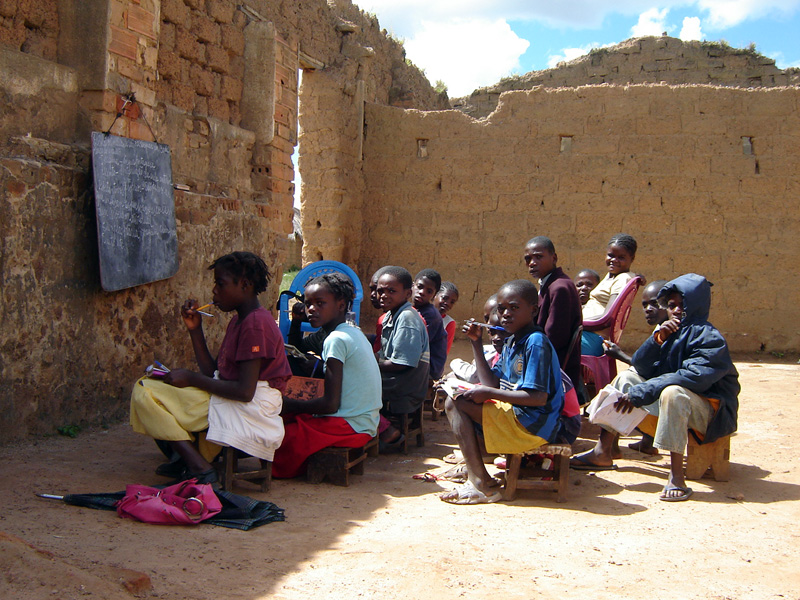
École en Angola

Avant le XXe siècle, les Africains se transmettaient leur savoir-faire (médecine, menuiserie, agriculture) en famille, clan, village.
Les colons portugais ont construit les premières écoles primaires. À l'indépendance, le taux de scolarisation chez les jeunes se situait à 15 %. Depuis l'indépendance, les organismes d'aide internationale et surtout le Vatican ont construit de nombreuses écoles primaires et secondaires.

### Divers
- Criminalité en Angola
- Trafics humains en Angola (en)
- Droits de l'homme en Angola
- Corruption en Angola (en)

### État
- Liste de guerres impliquant l'Angola (en)
- Terrorisme en Angola
- Rapport Amnesty International 2016-2017
- Rapport HRW 2016

## Arts de la table

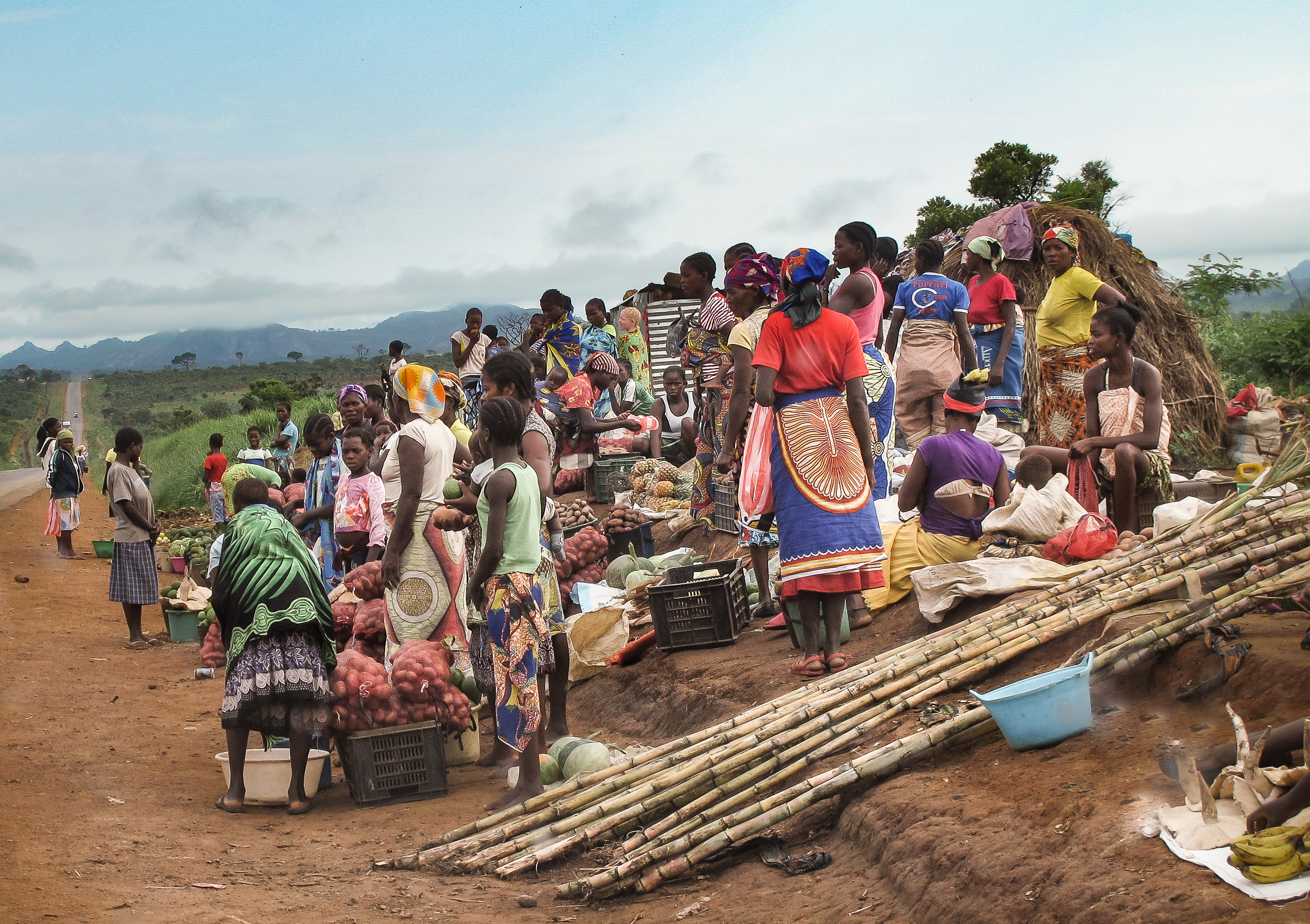
Vente de denrées alimentaires en bord de route.

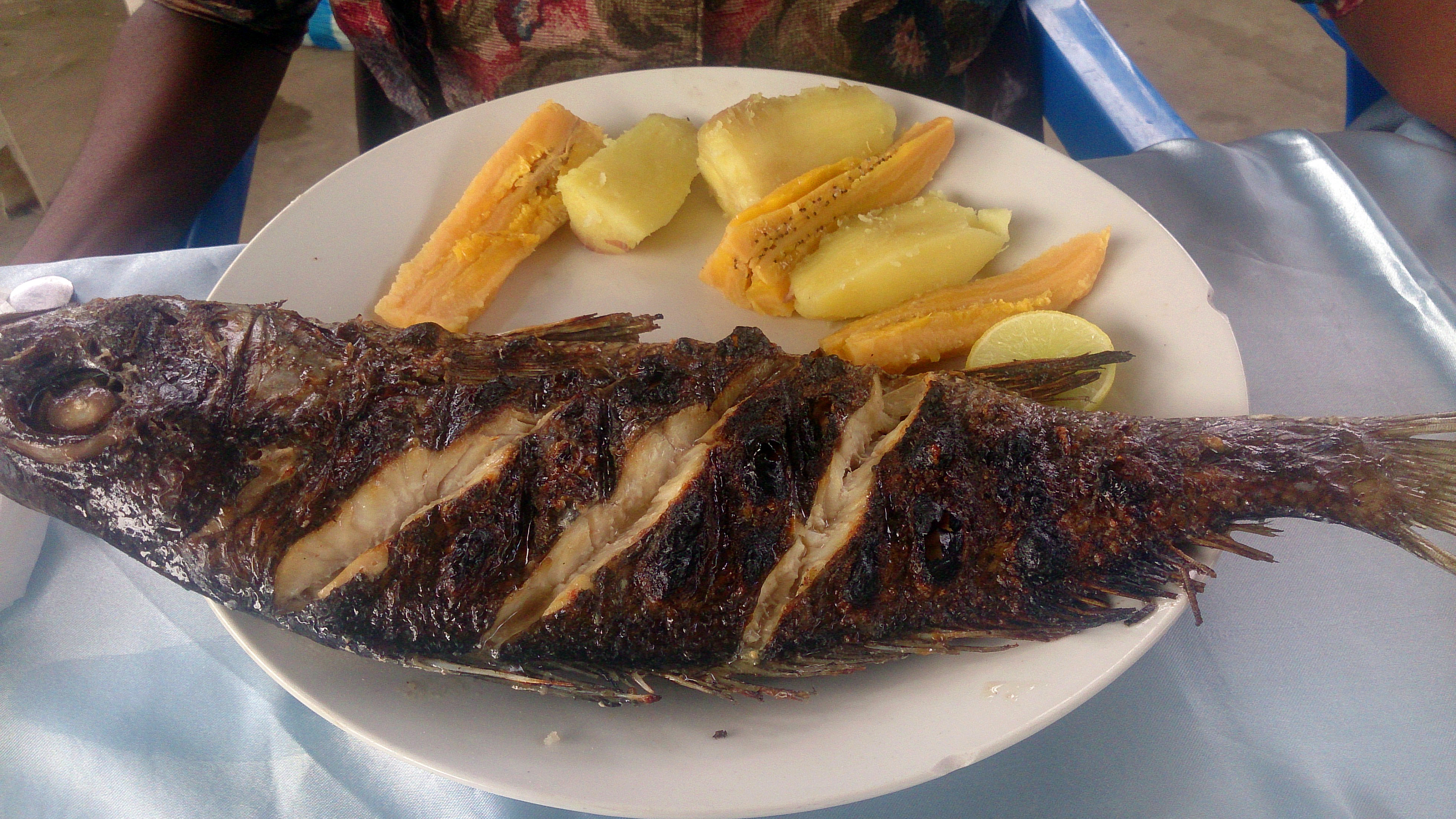
Calafate grillé accompagné de patates douces et de bananes bouillies

### Cuisine
- Cuisine angolaise
- Cuisine du Mozambique, Cuisine africaine, Cuisine portugaise

## Santé
- Santé en Angola, fièvre jaune, choléra, malaria, HIV/AIDS, malnutrition, santé maternelle…

### Jeux populaires
- Divertissement en Angola
- Football, Basket-ball, Volley-ball
- Plongée, pêche,
- Athlétisme
- Cyclisme

### Sports

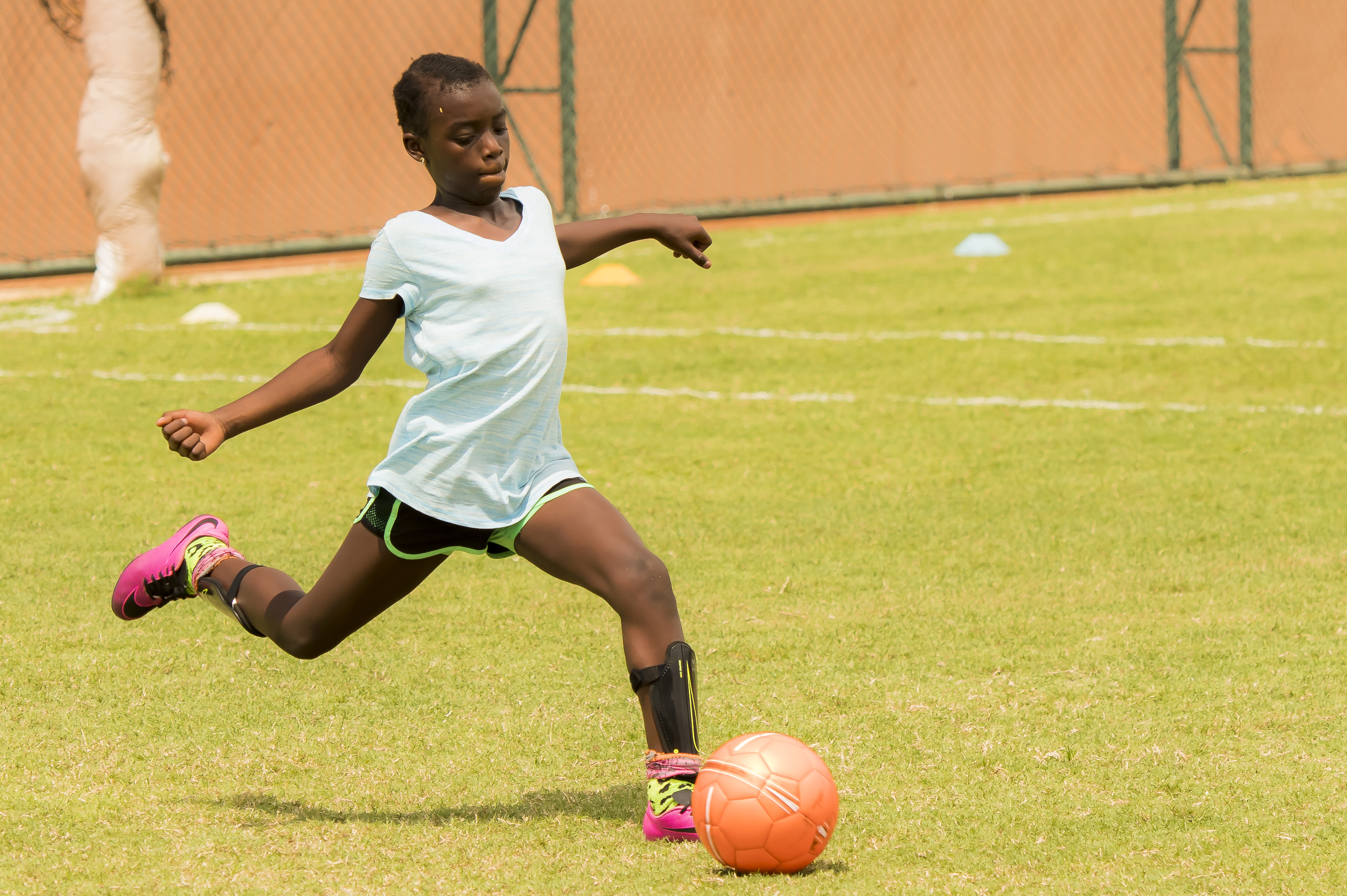
Débuts au football.

- Diverses rubriques sportives concernant l'Angola
- Sportifs angolais, Sportives angolaises
- Angola aux Jeux olympiques
- Jeux de la Lusophonie, Angola at the Lusophony Games (en)
- Jeux africains ou Jeux panafricains, depuis 1965, tous les quatre ans (...2011-2015-2019...)

#### Arts martiaux
- Liste des luttes traditionnelles africaines par pays
- Arts martiaux angolais : Bassula, lutte pratiquée par les pêcheurs

## Médias
En 2016, le classement mondial sur la liberté de la presse établi chaque année par Reporters sans frontières situe l'Angola au 123e rang sur 180 pays. La quasi-totalité des médias angolais sont sous haute surveillance depuis près de quarante ans. Le contrôle des journalistes reste permanent, malgré une légère ouverture liée à la fin du monopole étatique sur la télévision.
- Média d'Angola (en)
- Télécommunications en Angola (en) dont radio, télévision, téléphone, internet
- Angolatelecom[3]
- Journalistes angolais
- Agence Angola Press[4]
- Censure[5],[6],[7],[8]
- Coordonnées des médias angolais, sur le site de l'ambassade de France[9]

### Presse écrite
- Presse angolaise : Jornal de Angola, O País (Angola)

### Radio
- Liste des stations de radio en Angola[10],[11]
- Rádio Nacional de Angola
- Radios angolaises par internet[10]

### Télévision
- Televisão Pública de Angola
- Chaînes de télévision angolaises

### Internet (.ao)
- Internet[12]
- Presse en ligne
- Sites web angolais
- Sites web sur l'Angola[13]
- Blogueurs angolais : angolanblogger.com

## Littérature
La littérature de l'Angola (pt)  appartient à la littérature lusophone : lusophonie, communauté des pays de langue portugaise.
- Littérature angolaise, sur le site ambassade-angola.org
- Mário de Andrade, La poésie africaine d’expression portugaise (Pierre-Jean Oswald, Paris, 1969)
- 8 itinéraires de la littérature angolaise, sur le site africultures
- La littérature orale angolaise, sur euroconte.org
- Quelques classiques en Angola, sur Vivre en Angola
- Union des écrivains d'Angola (1975)
- Langues en Angola, dont Umbundu, Kimbundu, Kikongo
- Bibliothèque numérique des littératures en langues africaines, site ELLAF

### Écrivains
Liste chronologique sélective (voir liste alphabétique d'écrivains angolais) :
- José da Silva Maia Ferreira (1827-1867)
- José de Fontes Pereira (en) (1838-1891)
- Joaqim Dias Cordeiro da Matta (1857-1894), folkloriste
- António de Assis Júnior (1887-1960)
- Tomaz Vieira da Cruz (pt) (1900-1960)
- Óscar Ribas (en) (1909-2004)
- Fernando Monteiro de Castro Soromenho (pt) (1910-1968)
- Geraldo Bessa-Victor (pt) (1917-1985)
- Ernesto Cochat Osório (1917–2002), docteur, poète
- Agostinho Neto (1922-1979), Na pele do tambor (Sur la peau du tambour)
- António Jacinto (1924-1991)
- Agostinho André Mendes de Carvalho (en) (Uanhenga Xitu, 1924-2014), O grande desafio (Le grand challenge, 1975), O Ministro (1989)
- Mário Pinto de Andrade (1928-1990)
- Alda Lara (Pires Barreto de Lara Albuquerque) (1930-1962), poétesse
- Amélia Maria Ramos Veiga Silva (en), née au Portugal (1931-)
- Henrique Abranches (pt) (1932-2004)
- José Luandino Vieira (1935-) alias José Graça et José Muimbu[15]
- Viriato Clemente da Cruz (pt) (1928-1973)
- Aristides Pereira (1937-)[16]
- Henrique Guerra (1937-), nouvelliste
- Arlindo Barbeitos (1940-2021) (Arlindo do Carmo Pires Barbeitos)
- Manuel Rui (1941-), Cronica de um mujimbo (Chronique d’une rumeur, 1989), Quem me dera ser onda (Ah, si je pouvais être une vague, 2009)
- Pepetela (Artur Carlos Maurício Pestana dos Santos) (1941-), O cao e os caluandas (1980)
- José Mena Abrantes (pt) (1945-), dramaturge, poète, romancier
- Dia Kassembe (1946-), romancier
- Luís Filipe Guimarães da Mota Veiga (pt) (David Mestre, 1948-1998)
- Ana Paula Ribeiro Tavares (1952-), poétesse
- José Luis Mendonça (1955-)
- Adriano Botelho de Vasconcelos (pt) (1955-)
- João Melo (pt) (1955-), écrivain
- Lisa Castel (en) (1955-)
- José Maria Pimentel (1956-)
- Isabel Ferreira (pt) (1958-)
- Dulce Braga (en) (1958-)
- Frederico Ningi (1959-), poète, journaliste
- Paulo de Carvalho (pt) (1960-)
- José Eduardo Agualusa (1960-), A vida no Ceu (Ediçoes Quetzal, 2013), La Société des rêveurs involontaires (2017)[17], O livre dos camaleones
- Ana de Santana (1960-)
- Luis Kandjimbo (1960-), critique, essayiste
- Amélia da Lomba (1961-)
- Mbwango (Reis Luis) (1962-), A Zebra[18]
- Lopito Feijóo (en) (1963-)
- Victor Kajibanga (pt) (1964-), sociologue
- Sousa Jamba (en) (1966-), journaliste, romancier
- Adriano Mixinge (1968-)[19], O ocaso dos pirilampos (La décadence des verts luisants)
- John Bella (Jorge Marques Bela, 1968-)
- Valter Hugo Mãe (1971-)
- Kandjila (1973-)
- Kardo Bestilo (pt) (1976-)
- Ondjaki (Ndalu de Almeida, 1977-)
- Alberto Graves Chakussanga (en) (1978-2010), journaliste, assassiné
- Ribeiro Tenguna (1979)
- Hélder Gregório de Oliveira (1980-)
- Lady Adelina Domingos Rosa (1981-)
- Domingos Cupa (1985-)
- Edgar Ginga Sombra (1988-)
- Hermenegildo Pascoal (1995-)
- Pedro de Gouveia Leite Mateus (?)
- Nguidia Wendel (?-?), Nos voltarem (Nous retournerons, Luanda, 1977)

### Œuvres
- Mayombe (Pepetela)
- Antologia da Poesia Negra de Expressão Portuguesa (1958) (Mário Coelho Pinto de Andrade)
- As origens do Nacionalismo Africano (1997) (Mário Coelho Pinto de Andrade)
- Sagrada Esperança (Agostinho Neto)
- Yaka (Pepetela)
- A Morte do Velho Kipacaça (Boa Ventura Cardoso)
- A Geração da Utopia (Pepetela)
- O Ano do Cão (Roderick Nehone)
- Quem me Dera Ser Onda (Manuel Rui Monteiro)
- Sobreviver em Tarrafal de Santiago (António Jacinto)
- Terra Morta (Castro Soromenho)
- Viriato da Cruz - Poemas
- Espíritos e Ritos Angolanos (1958-1975) (Oscar Ribas)
- Contos Tradicionais Angolanos (1967-1989) (Oscar Ribas)
- O Vendedor de Passados (José Eduardo Agualusa)
- Bom Dia Camaradas (Ondjaki)

### Autres langues
- Littérature en kikongo, site ELLAF

## Artisanats
- Arts appliqués, Arts décoratifs, Arts mineurs, Artisanat d'art, Artisan(s), Trésor humain vivant, Maître d'art

Les savoir-faire liés à l’artisanat traditionnel relèvent (pour partie) du patrimoine culturel immatériel de l'humanité.

### Arts graphiques
- Calligraphie, Enluminure, Gravure, Origami
- Liste de sites d'art rupestre en Afrique, Art rupestre

### Textiles
- Art textile, Arts textiles, Fibre, Fibre textile, Design textile
- Mode, Costume, Vêtement, Confection de vêtement, Stylisme
- Technique de transformation textile, Tissage, Broderie, Couture, Tricot, Dentelle, Tapisserie,

### Cuir
- Maroquinerie, Cordonnerie, Fourrure

### Papier
- Papier, Imprimerie, Techniques papetières et graphiques, Enluminure, Graphisme, Arts graphiques, Design numérique

### Bois
- Travail du bois, Boiserie, Menuiserie, Ébénisterie, Marqueterie, Gravure sur bois, Sculpture sur bois, Ameublement, Lutherie

### Métal
- Métal, Sept métaux, Ferronnerie, Armurerie, Fonderie, Dinanderie, Dorure, Chalcographie

### Poterie, céramique, faïence
- Mosaïque, Poterie, Céramique, Terre cuite
- Céramique d'Afrique subsaharienne

### Verrerie d'art
- Art verrier, Verre, Vitrail, Miroiterie

### Joaillerie, bijouterie, orfèvrerie
- Lapidaire, Bijouterie, Horlogerie, Joaillerie, Orfèvrerie

### Espace
- Architecture intérieure, Décoration, Éclairage, Scénographie, Marbrerie, Mosaïque
- Jardin, Paysagisme

## Arts visuels

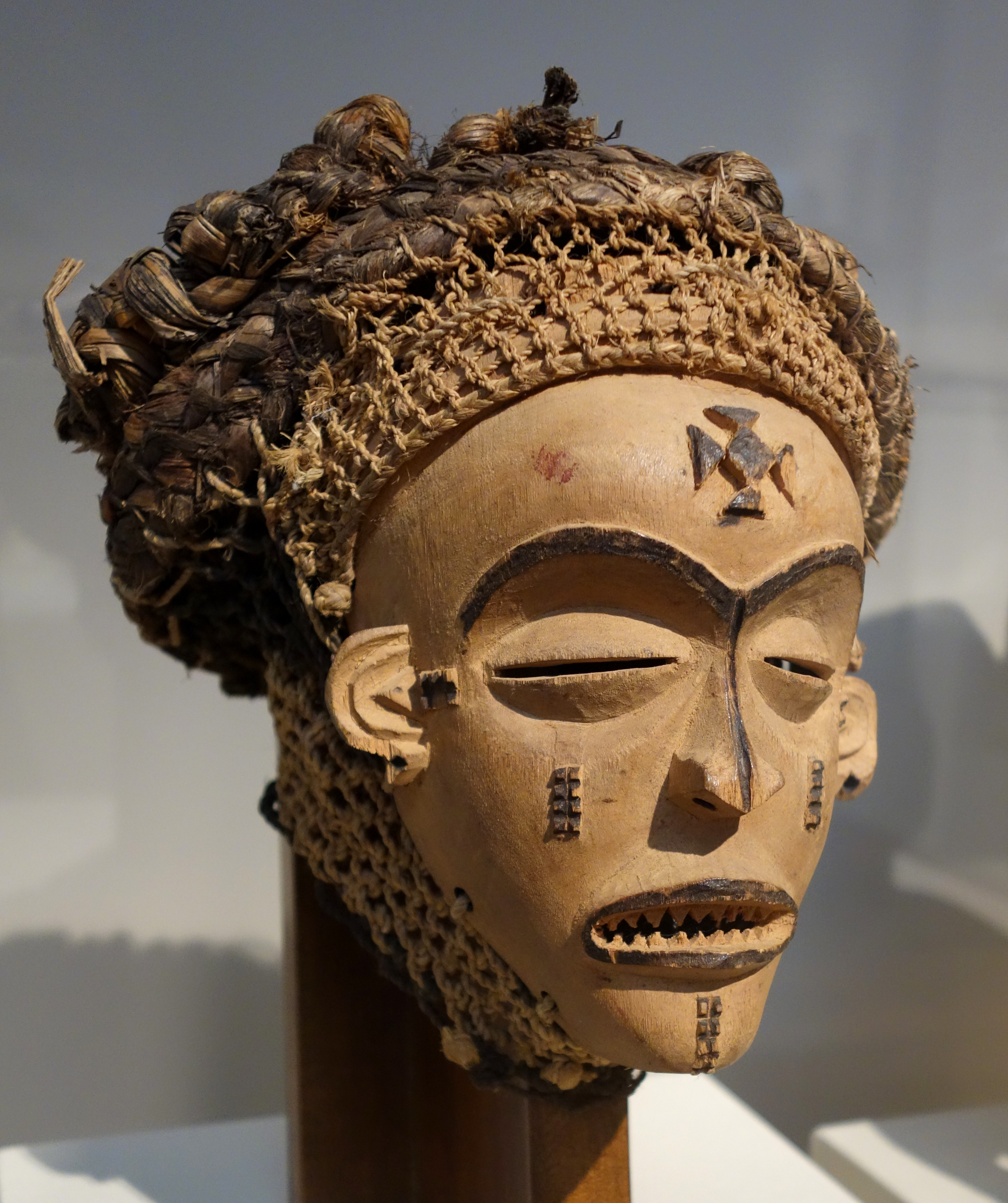
Masque Pwo (Chokwe)

- Arts visuels, Arts plastiques, Art brut, Art urbain
- Liste de sites pétroglyphiques en Afrique, Art rupestre
- Art africain traditionnel, Art contemporain africain

### Dessin
- Dessin au sol[21]

### Peinture
- Peinture, Catégorie:Peinture par pays

### Sculpture
- Sur bois[22],[23],[24]
- Art tribal tchokwé[25]
- Art tribal yombe

### Architecture
- Architecture traditionnelle[26]
- Architecture coloniale[27], Portuguese colonial architecture (en)
- Nova Cidade de Kilamba[28]

### Graphisme
Comme pour la majorité de l'art africain, les arts angolais des masques en bois et de la sculpture, en particulier l'art du masque bleu de l'Angola, ne sont pas des activités de création simplement esthétiques. Elles jouent un rôle important dans le cérémonial culturel, représentant la vie et le décès, le passage de l'enfance à la vie adulte, la célébration d'une nouvelle récolte et le commencement de la saison de chasse.
Les artisans angolais travaillent le bois, le bronze, l'ivoire, la malachite ou la céramique afin de faire de la sculpture. Chaque ethnie a son propre art. La sculpture la plus célèbre de l'art angolais est sûrement le Penseur de Cokwe, un chef-d’œuvre d'harmonie et de symétrie dans ses lignes. Le Lunda-Chokwe, au Nord-Est de l'Angola, est aussi renommé pour ses arts plastiques supérieurs. D'autres aspects typiques de l'art angolais incluent :
- le masque féminin Mwnaa-Pwo consommé par les danseurs masculins dans leurs rituels de puberté
- les masques polychromes de Kalelwa utilisés pendant les cérémonies de circoncision
- les masques de Cikungu et de Cihongo qui conjurent des images de la mythologie de Lunda-Cokwe. Deux figures clés de ce panthéon sont la princesse Lweji et le prince civilisant Tschibinda-Ilunga.

### Marchés
L'art de la céramique noire de Moxico de tronc/eastern Angola avant la fin des années 1980, toute la mise en marché de l'artisanat était sous le contrôle d'Artiang, un bras du ministère de la culture. Néanmoins vu que ce monopole commercial sur la production de l'art a été enlevé, l'art en Angola a fleuri. Tant que les masques et les statues en bois d'Afrique ont grandi dans la popularité dans l'ouest, l'industrie de l'artisanat en Angola a cherché à se trouver avec l'exigence pour l'art africain. Les masques et bricoles stylisés qui sont créés pour arrêter l'œil d'un touriste sont généralement connus comme de « l'art d'aéroport ». Ce sont des pièces produites en série, au goût du touriste moyen, et elles manquent de toute la liaison réelle à des courants culturels plus profonds des peuples angolais.
Un des plus grands marchés d'artisanat en Angola est le marché de Futungo, au sud de Luanda. C'est le cube principal du commerce d'artisanat pour touristes et expatriés. Le marché est ouvert seulement dimanche. La majorité des vendeurs sont Bakongo, bien que les artisans eux-mêmes sont d'un peu tous les différents groupes ethno-linguistiques. Futungo a aussi l'avantage d'être près des jolies plages au sud de Luanda, où beaucoup de résidents de Luanda passent leurs fins de semaine pour apprécier le soleil et le sable de la baie de Mussulo. Bien qu'Alberto Bien dépeigne le marché de Futungo en disant que la majorité des articles trouvés sont « de la variété de l'art d'aéroport », un collectionneur sérieux de l'art africain peut trouver un trésor occasionnel.
Les bouleversements politiques et sociaux au Zaïre dans les années 1990 ont résulté en une augmentation dans la contrebande et dans le pillage de trésors de l'art des musées du pays. Certains de ces pièces trouvent leur acheteur en Angola et sont vendues à des prix très élevés. Même si on n'est pas dans le marché pour un souvenir africain, un détour au marché de Futungo peut être une aventure. Les vendeurs s'arrangent fréquemment pour avoir des instruments traditionnels du jeu des musiciens, tels comme les marimbas et kissanges, xingufos (grandes cornes de l'antilope) et cylindres pour donner sensation d'un festival du village. On y trouve aussi des tenues de guerriers, des vêtements en peau d'antilope et de puma. Des colliers, des boucliers et des hochets de cheville s'ajoutent à la saveur locale du marché.

## Arts du spectacle
- Spectacle vivant, Performance, Art sonore

### Musique et danse
- Catégorie:Musique par pays, Musique improvisée, Improvisation musicale
- Musique angolaise (pt)
- Instrument de musique angolais (pt)
- Rock en Angola (pt)

La chanson angolaise la plus célèbre est kizuba (Viens par ici, mon Seigneur). Par contre, des linguistes débattent que cette chanson serait créole, plus précisément du langage gullah, du sud des États-Unis. Si c'était le cas, elle aurait été importée en Angola par des missionnaires, puis redécouverte.
Ce sont des esclaves d’origine angolaise déportés au Brésil qui ont développé la capoeira, art martial pratiqué en Angola, qui tire ses racines d'un combat-danse appartenant aux rituels de mariage bantous, N'golo ou « danse du zèbre ». Il en existe deux formes, la capoeira Angola plus traditionnelle et la capoeira regional. La capoeira se déroule au milieu d'un cercle d'hommes appelé le roda ; un instrument appelé berimbau commande la formation du roda et détermine le type de combat.

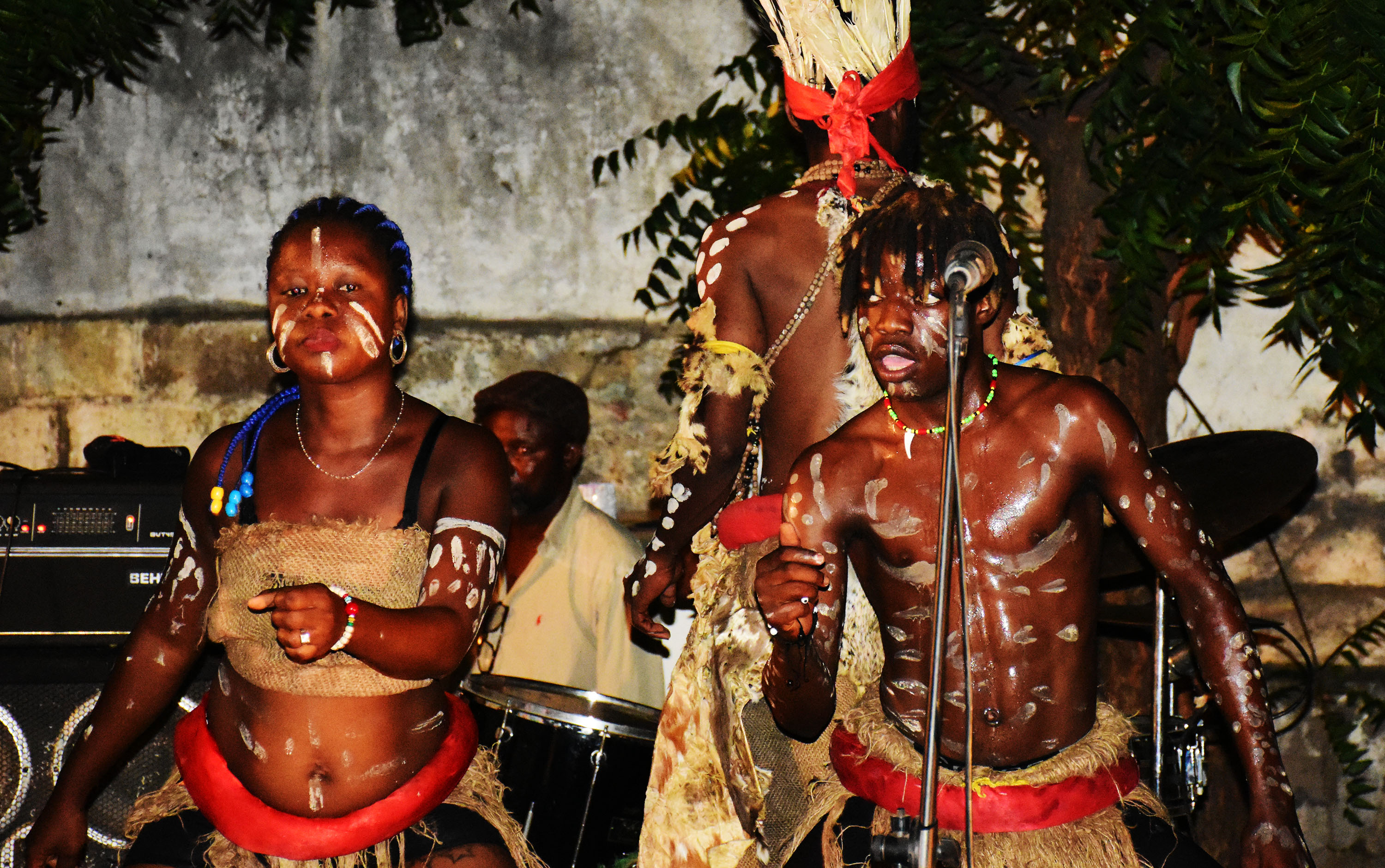
Spectacle traditionnel.
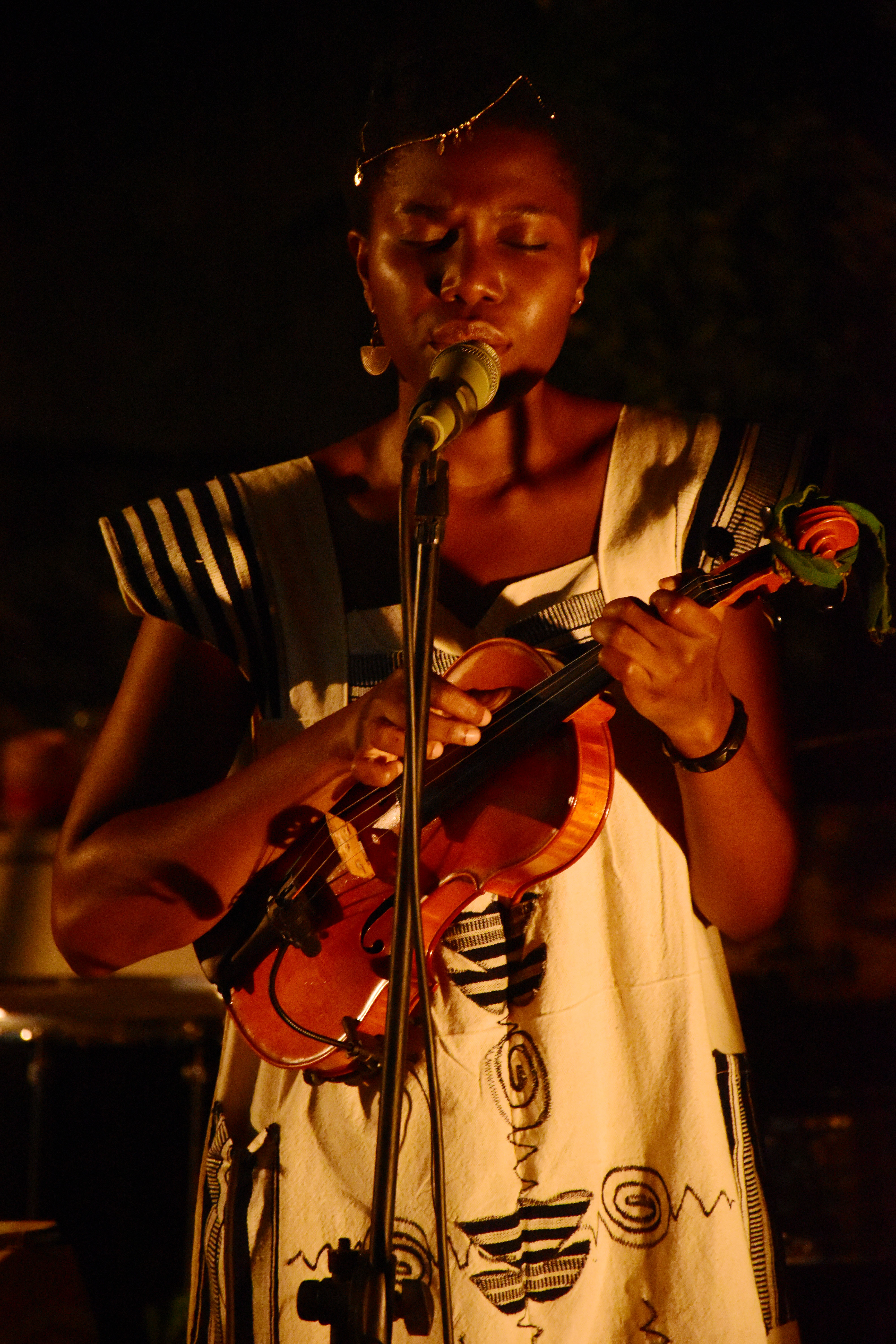
Violoniste.
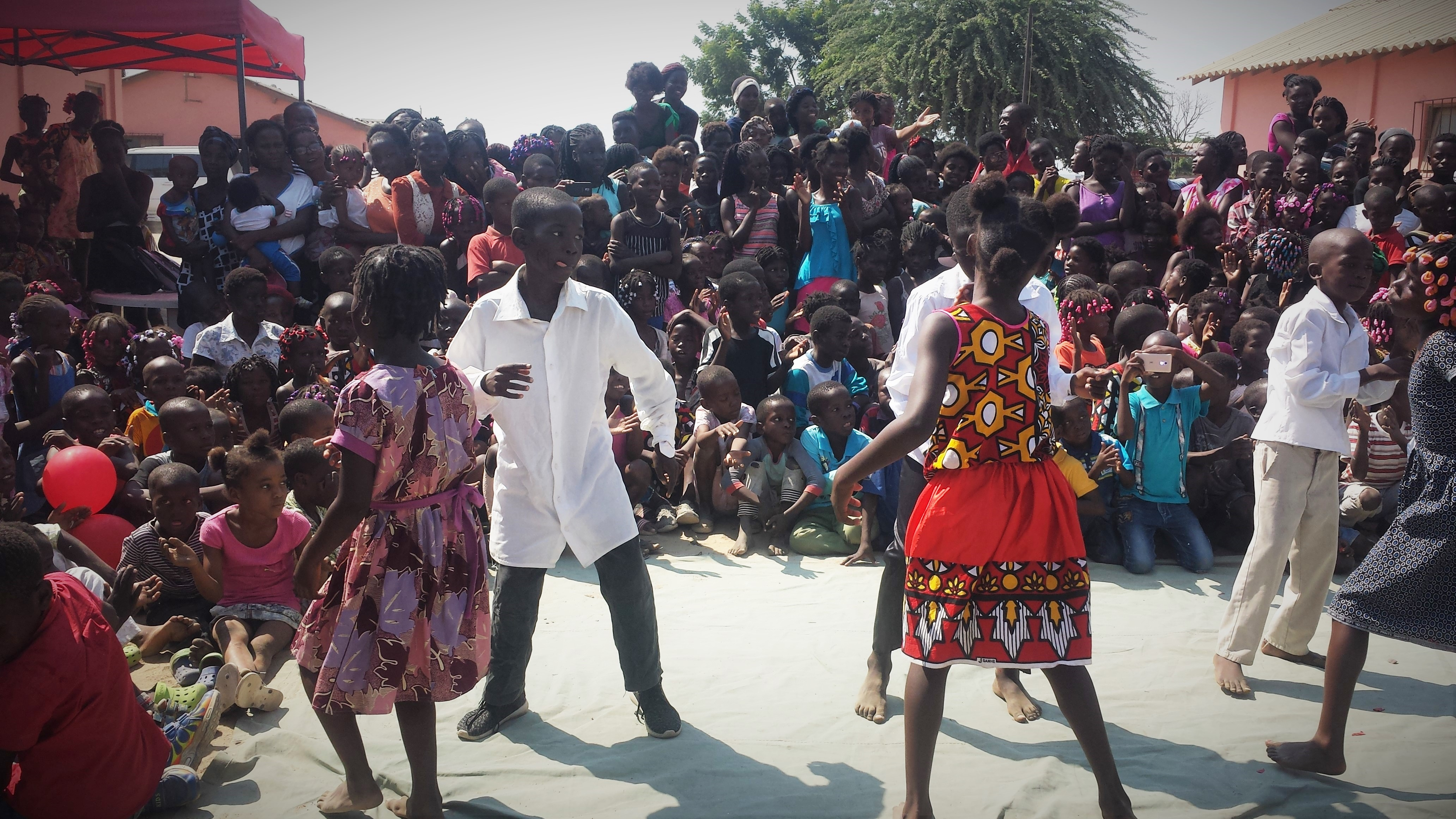
Enfants en fête.
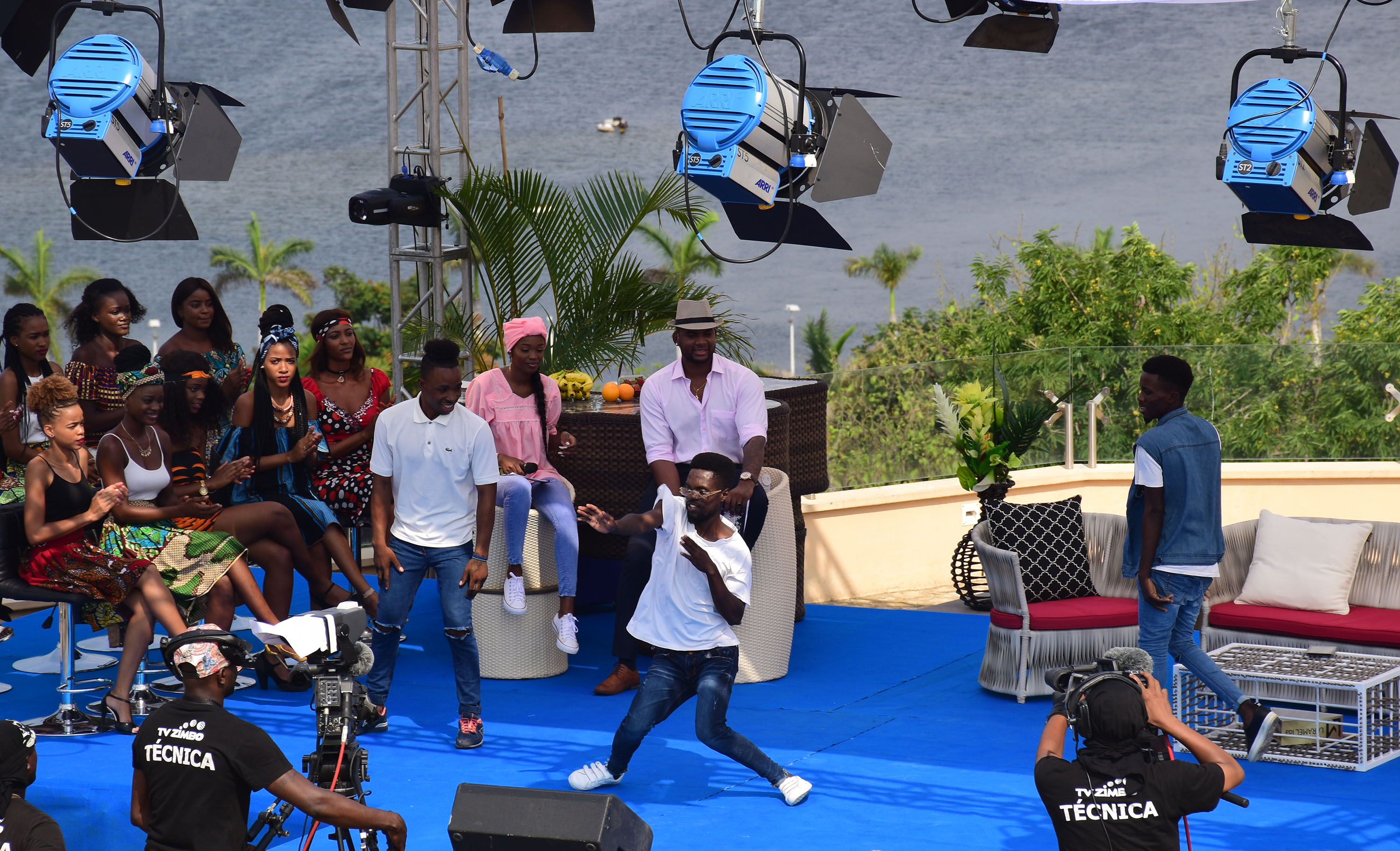
Spectacle contemporain.

Parmi les musiques et danses plus modernes il y a notamment le semba, le kuduro et la kizomba.

### Manifestations culturelles
Chaque mois de février du 22 au 24, a lieu le carnaval de Luanda, pour célébrer l'anniversaire de l’indépendance du pays (11 novembre). Les habitants de la ville se déguisent, chantent et dansent dans les rues. Ce sont aussi des Bakongo d’origine angolaise déportés au Brésil comme esclaves dès 1500 qui fêtaient secrètement en l’honneur de leur ancien roi le Manikongo. C'est ce festival qui a ensuite donné naissance au Carnaval de Rio de Janeiro[réf. nécessaire].

### Théâtre
- Improvisation théâtrale, Jeu narratif
- Théâtre Ellinga (Luanda)

### Autres: marionnettes, mime, pantomime, prestidigitation
- Arts de la rue, Arts forains, Cirque,Théâtre de rue, Spectacle de rue,
- Marionnette, Arts pluridisciplinaires, Performance (art)…
- Arts de la marionnette en Angola sur le site de l'Union internationale de la marionnette

### Cinéma
- Cinéma angolais
- Liste de films angolais
- Films documentaires angolais

Des films ont été tournés à l'époque coloniale :
- Sortilèges de l'Empire ( Feitiço do imperio), film de Lopes Ribeiro, 1940
- Um italiano em Angola
- Réalisateurs : Zeze Gamboa, Sarah Maldoror
- New Angola Theater[29]

### Autres
- Vidéo, Jeux vidéo, Art numérique, Art interactif
- Réseau africain des promoteurs et entrepreneurs culturels (RAPEC), ONG
- Société africaine de culture, association (SAC, 1956), devenue Communauté africaine de culture (CAC)
- Congrès des écrivains et artistes noirs (1956)
- Festival mondial des arts nègres (1966, 2010)
- Confréries de chasseurs en Afrique

### Tourisme
- Tourisme en Angola
- Attractions touristiques en Angola
- Conseils aux voyageurs pour l'Angola
  - France Diplomatie.gouv.fr
  - Canada international.gc.ca
  - CG Suisse eda.admin.ch
  - USA US travel.state.gov

## Patrimoine
Le programme Patrimoine culturel immatériel (UNESCO, 2003) n'a rien inscrit pour ce pays dans sa liste représentative du patrimoine culturel immatériel de l’humanité (au 15/01/2016).

### Musées et autres institutions
- Liste de musées en Angola, dont

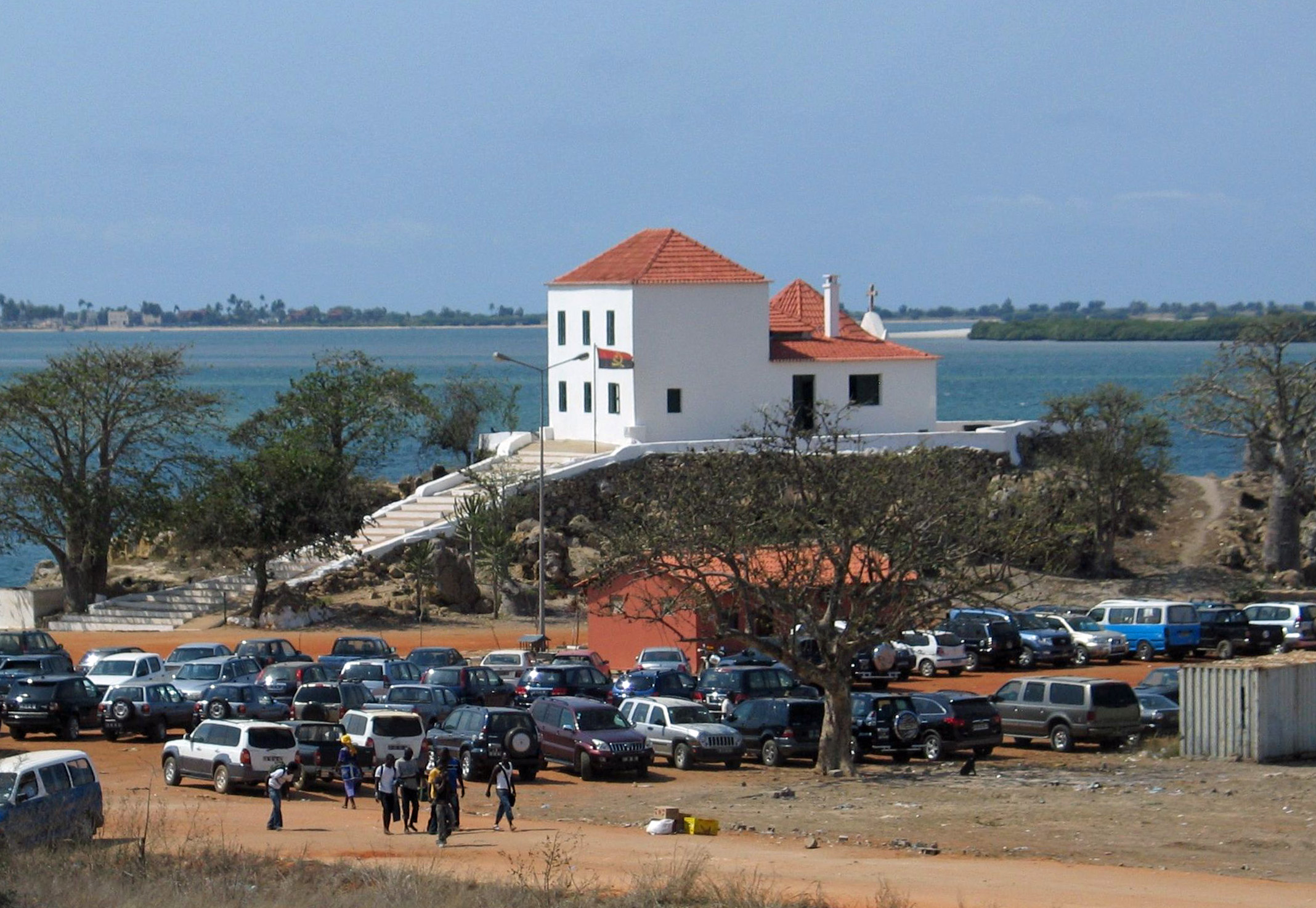
Musée national de l'esclavage de Luanda

  - le Musée national de l'esclavage de Luanda (1977), Museu Nacional da Escravatura
  - Museu Nacional de Antropologia
  - Museu Nacional de História Natural de Angola
  - Musée Régional de Dundo
  - Museu Central das Forças Armadas

### Liste du Patrimoine mondial
Le programme Patrimoine mondial (UNESCO, 1971) a inscrit dans sa liste du Patrimoine mondial (au 12/01/2016) : Liste du patrimoine mondial en Angola.

### Registre international Mémoire du monde
Le programme Mémoire du monde (UNESCO, 1992) a inscrit dans son registre international Mémoire du monde (au 15/01/2016) :
- 2011 : Arquivos dos Dembos / Archives des Ndembu[30].

### Discographie
- (en) Angolan freedom songs (enregistrés par des combattants de l'UPA en Angola), Smithsonian Folkways recordings, Washington, 1962
- (en) Angola: victory is certain !, Smithsonian Folkways recordings, Washington, 1970
- (en) Angola: forward, people's power!, Smithsonian Folkways recordings, Washington, 1978
- Angola : Bonga, Productions Sunset-France, Boulogne, distrib. Auvidis, 1986
- 1975-1995, indepencia ! (compil. François Post), Lusafrica, Paris, 1995
- Angola (Lulendo, chant ; likembés, guit.), Buda musique, Paris ; distrib. Universal, 2005

### Filmographie
- Canta Angola, film de Ariel de Bigault, Bibliothèque publique d'information Centre Pompidou, Paris, 2006, 59 min (DVD)